# Serhij Kwit
Serhij Myronowycz Kwit, ukr. Сергій Миронович Квіт (ur. 26 listopada 1965 w Użhorodzie) – ukraiński dziennikarz, filolog, filozof i polityk, rektor Akademii Kijowsko-Mohylańskiej, od 2014 do 2016 minister oświaty i nauki.

## Życiorys
W 1991 ukończył dziennikarstwo na Kijowskim Uniwersytecie Narodowym im. Tarasa Szewczenki. Uzyskał stopień doktora nauk filologicznych i tytuł naukowy profesora.
Był redaktorem w piśmie „Słowo i Czas”, a w latach 1993–2003 redaktorem naczelnym periodyku „Ukraińskie Problemy”. Od 1996 do 2001 pracował jako docent na macierzystej uczelni. Następnie do 2005 był dyrektorem szkoły dziennikarstwa działającej w ramach Akademii Kijowsko-Mohylańskiej. Był dziekanem wydziału nauk społecznych i technologii społecznych, po czym w 2007 objął stanowisko prezydenta akademii. Aktywnie zaangażował się w protesty przeciwko ministerialnej nominacji dla Dmytra Tabacznyka.
27 lutego 2014, po wydarzeniach Euromajdanu, mianowany ministrem oświaty i nauki w rządzie Arsenija Jaceniuka. W tym samym roku uzyskał mandat deputowanego VIII kadencji, kandydując z ramienia Bloku Petra Poroszenki. Pozostał również na dotychczasowym stanowisku rządowym w drugim gabinecie dotychczasowego premiera powołanym 2 grudnia 2014. Funkcję tę pełnił do 14 kwietnia 2016.
W 2019 został prezesem państwowej agencji zajmującej się jakością szkolnictwa wyższego.
Odznaczony Orderem „Za zasługi” III stopnia.